# Stanhopea avicula
Stanhopea avicula là một loài lan đặc hữu của Panama.

## Hình ảnh

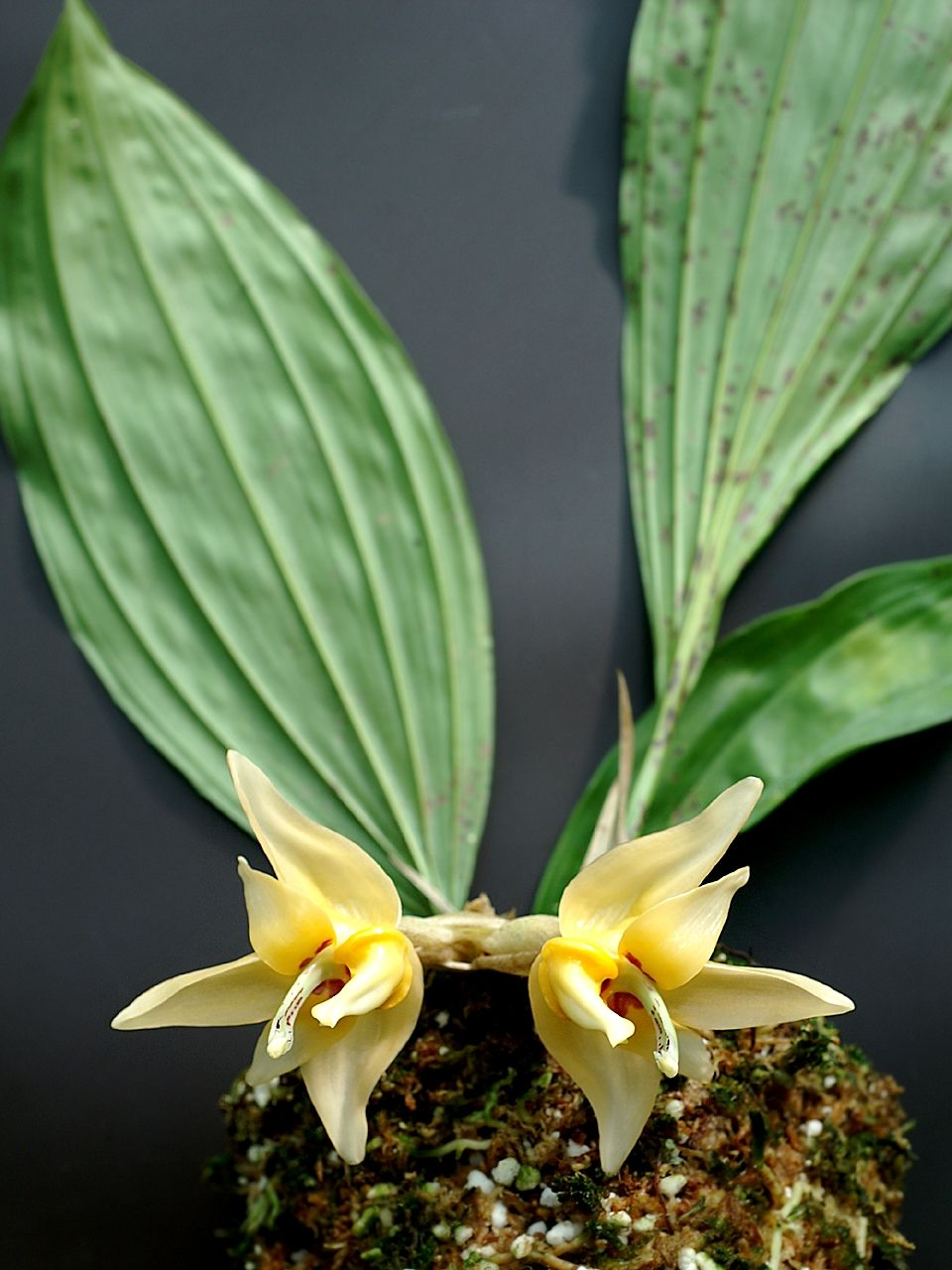
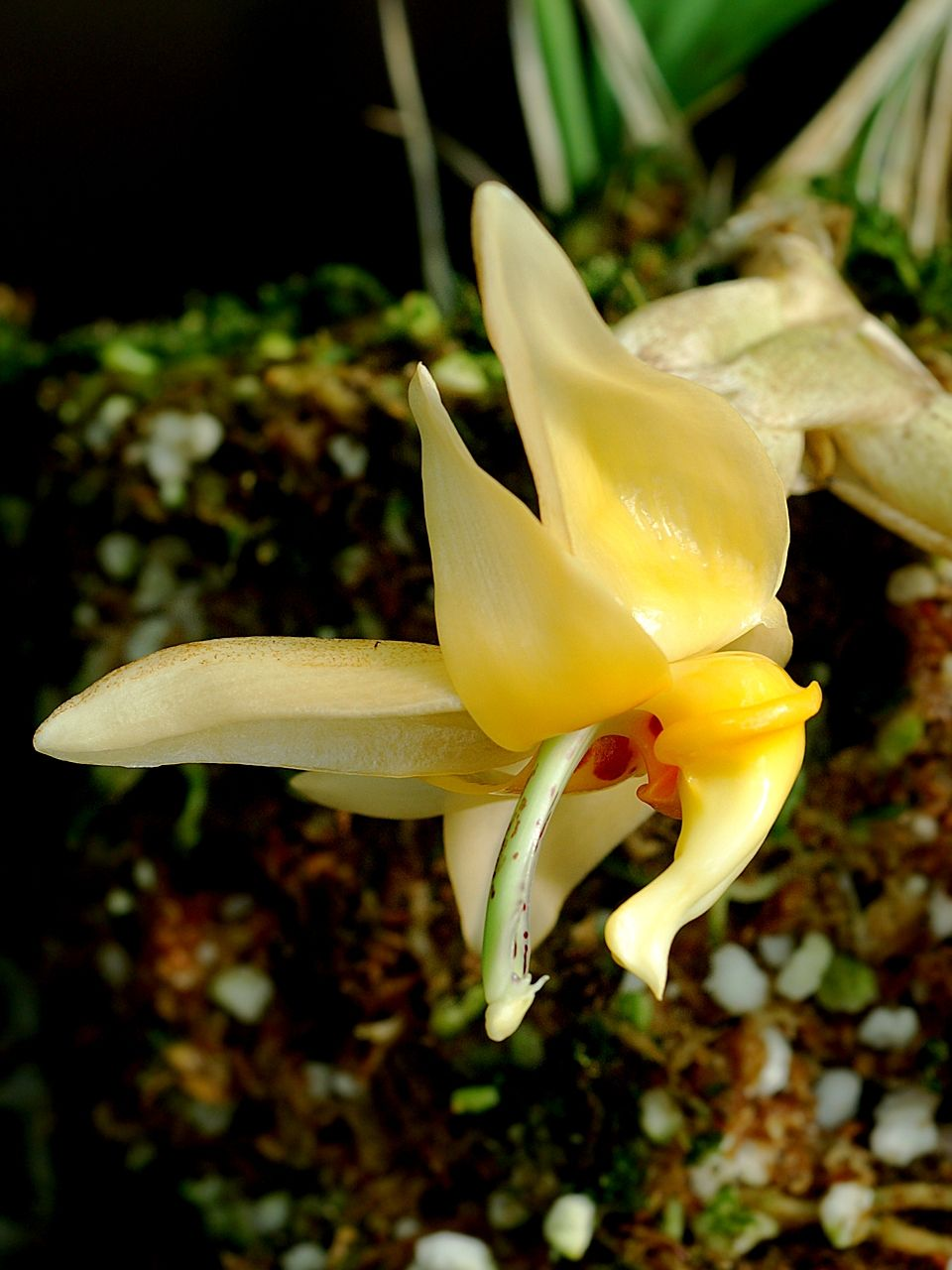
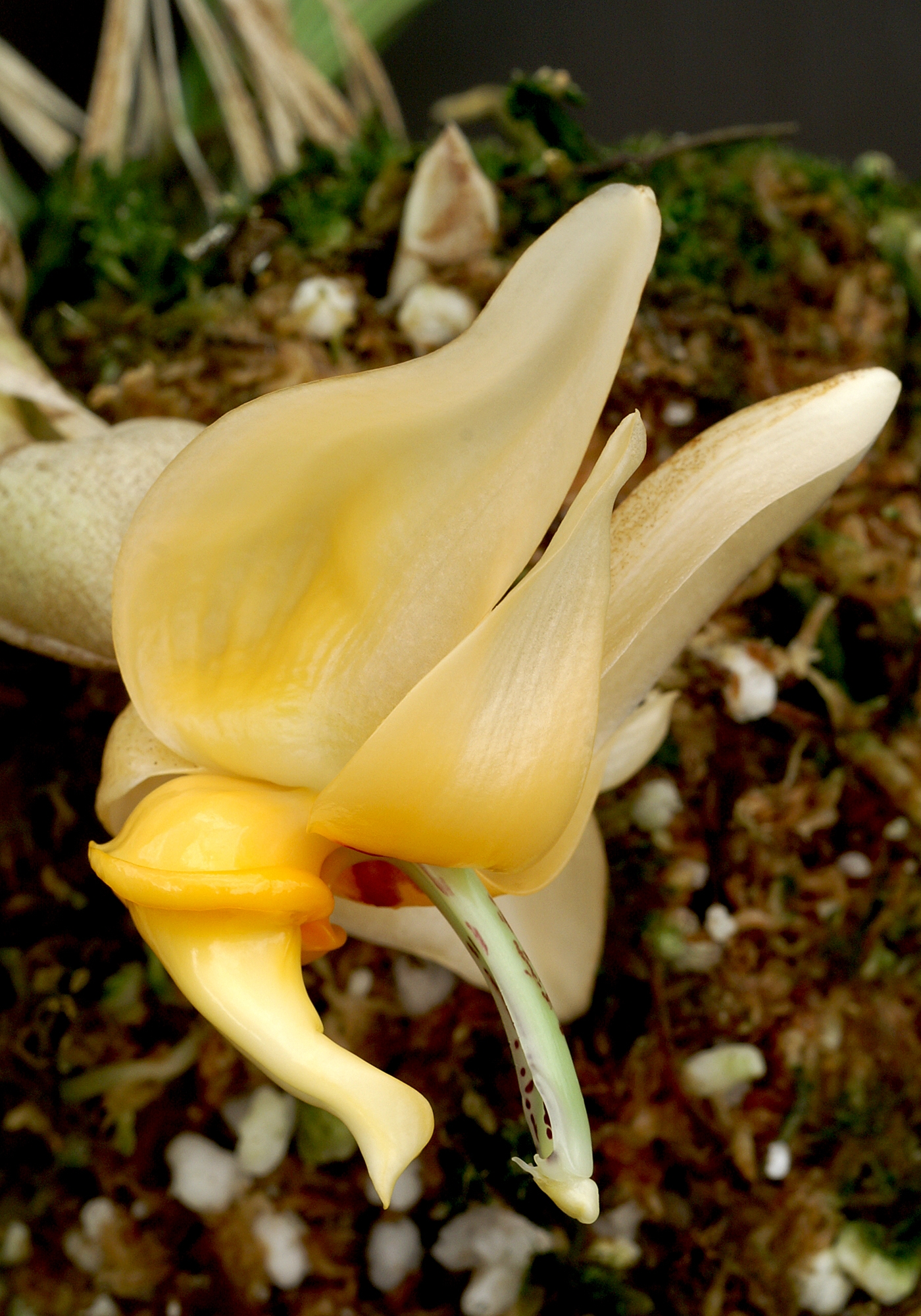
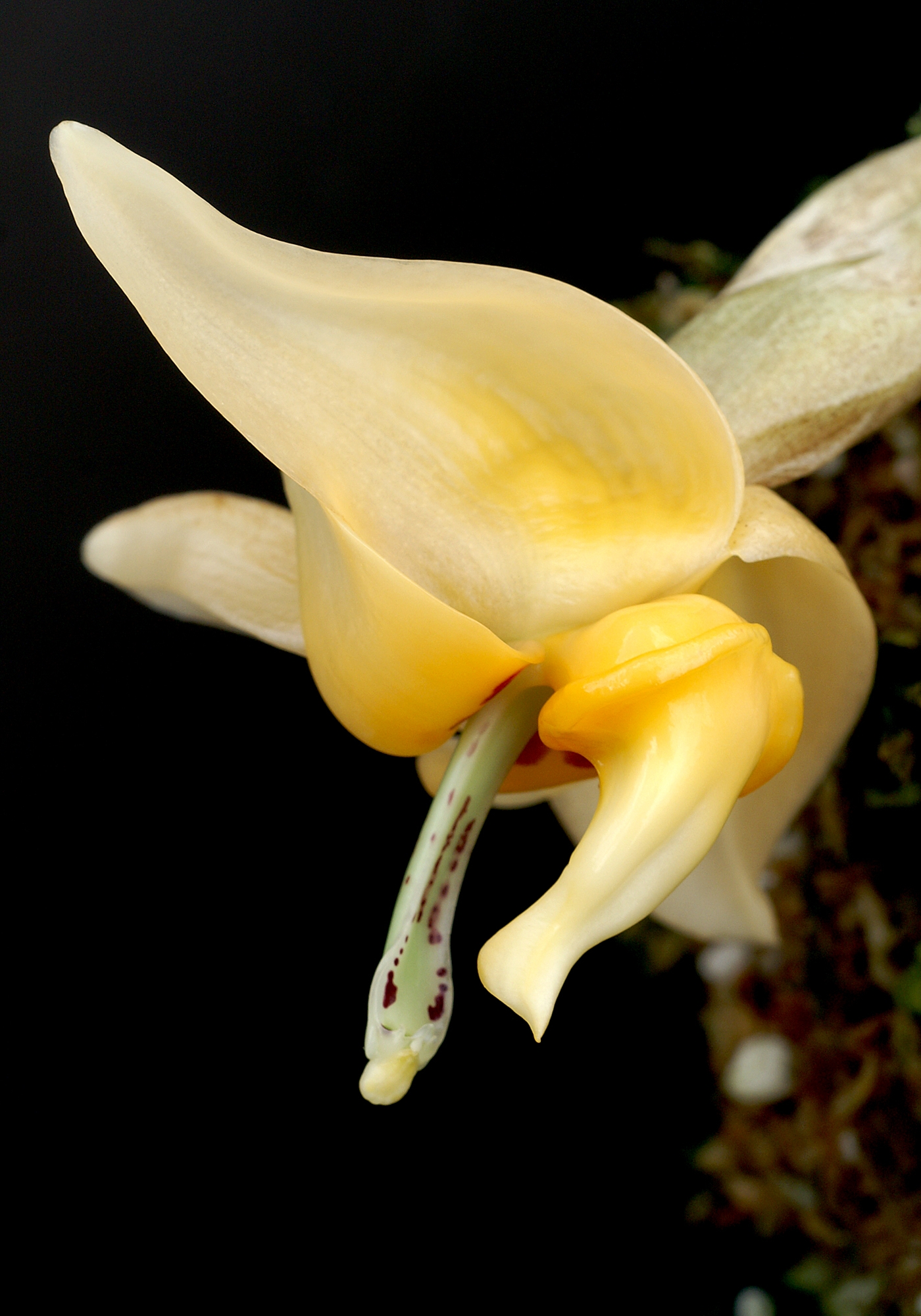